# Inguma
Inguma es una base de datos de acceso público creada por la Universidad Vasca de Verano (Udako Euskal Unibertsitatea, UEU) que ofrece datos sobre todo lo que se ha producido en lengua vasca dentro del mundo académico, tanto de forma escrita como oral.
El sistema de acceso en línea permite acceder a un catálogo de más de 10000 autores, 2400 libros y 15000 artículos. Entre los documentos escritos se incluyen libros, artículos, prólogos, reseñas, traducciones, ediciones críticas, proyectos de investigación y tesis doctorales). Los documentos orales representan conferencias, cursos, encuentros, jornadas y asignaturas.
Sólo recoge los datos sobre la producción realizada desde la década de los 70, cuando se comenzaron a fijar las pautas que condujeron a la unificación del euskera escrito (euskera batua).